# Huize de Hondsrug
Huize de Hondsrug is een villa in de Groninger plaats Haren.

## Beschrijving
Huize de Hondsrug staat aan de oostzijde van de Rijksstraatweg, ongeveer een halve kilometer ten zuiden van het centrum van Haren. Het landhuis werd in 1913 gebouwd in een stijl met Um 1800-elementen naar een ontwerp van de architect G. Knuttel (1880–1961). Dat gebeurde in opdracht van notaris (en goochelaar) Jhr. Julius Burmania van Andringa de Kempenaer, die de villa toen Huize de Kempenaer noemde. Hij vestigde er zijn notariskantoor, dat er tot 1952 gevestigd zou  blijven. In tussentijd werden er na de oorlog ook gerepatrieerde Nederlanders uit Indië gehuisvest. In 1950 werd het pand aangekocht door de gemeente Haren.
In 1953 kreeg het pand zijn huidige naam, toen de gemeente het voor 100.000 gulden verkocht aan de stichting Menno Simons, die er een doopsgezind tehuis voor oudere mensen in huisvestte. Daartoe werd het huis verbouwd tot acht appartementen onder leiding van architect J. Kort. Tuinarchitecte R.T. Boon werd gevraagd om de tuinen in oude staat te herstellen. Later liet de stichting nog een vleugel aanbouwen aan achterzijde. Er waren ook plannen om nog een moderne vleugel aan te bouwen om nog 80 tot 100 mensen te kunnen huisvesten, maar die werden niet doorgezet.
In 1971 vertrok de stichting uit het pand en werd voorgesteld om het pand te herbestemmen tot het gemeentehuis van Haren. Uiteindelijk trok echter de directie van fabrikant Kappa in het pand, waarna het nog een tijd dienstdeed als kantoor van rederij Armawa. In 2013 werd het pand gerestaureerd en omgevormd tot woning.
Op het stuk grond waarop het is gebouwd, staan enkele monumentale groene beuken en tamme kastanjes. De oorspronkelijke diepe achtertuin van het landhuis heeft plaats moeten maken voor woningen. Huize de Hondsrug is een rijksmonument.

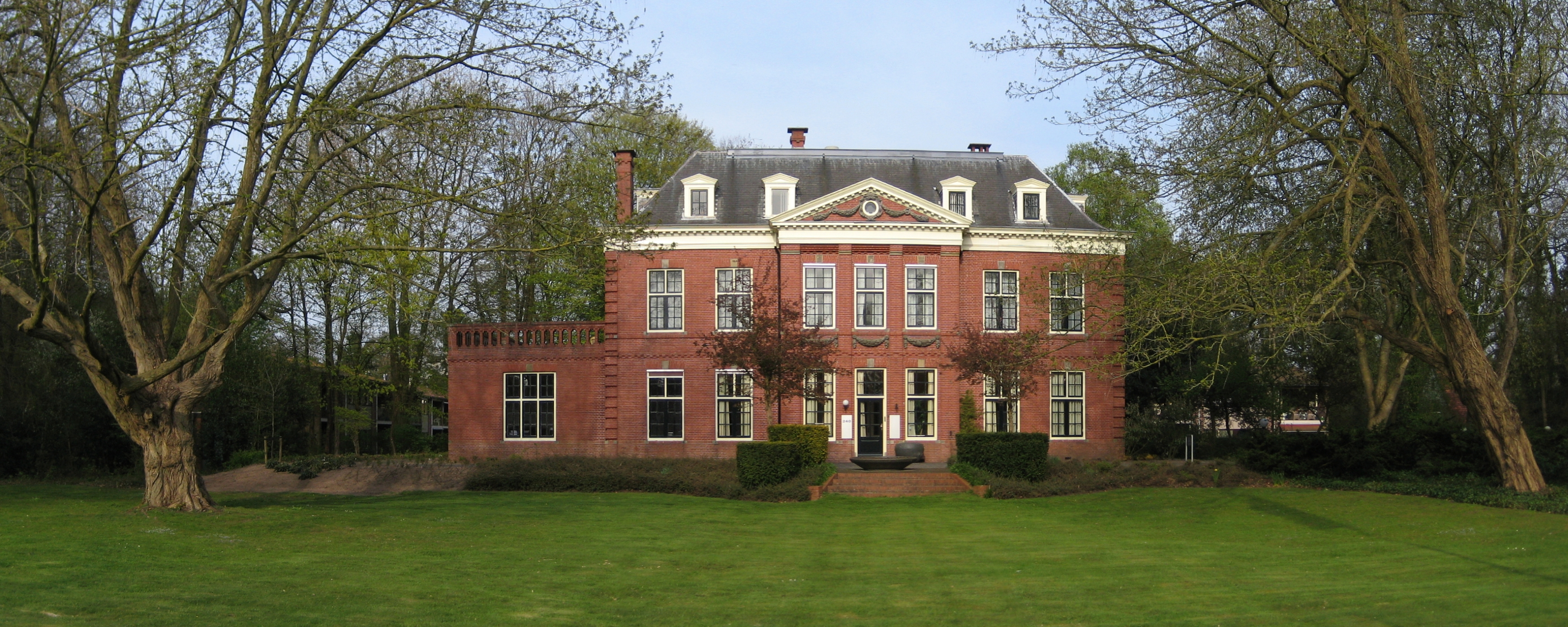
Huize de Hondsrug in 2010